# Gmina Cass (hrabstwo Cass)

Położenie Gminy Cass w hrabstwie Cass

Gmina Cass (ang. Cass Township) – gmina w USA, w stanie Iowa, w hrabstwie Cass. Według danych z 2000 roku gmina miała 691 mieszkańców.